# NGC 3539
NGC 3539是一个位于大熊座的透鏡狀星系，1831年4月由約翰·赫歇爾发现，属于阿贝尔1185星系团。